# Battaglia di Memmingen
La Battaglia di Memmingen fu una battaglia combattuta a Memmingen durante la campagna tedesca del 1805 della Guerra della Terza Coalizione.

## Antefatti
Dopo l'attraversamento del Danubio il 7 ottobre nella battaglia di Donauwörth, la Grande Armata si diresse a est di Ulma per stroncare la forza di Karl Mack dalla forza russa di Mikhail Kutuzov a est e dalla forza austriaca di Giovanni d’Asburgo a sud. Mentre Michel Ney e Jean Lannes attraversavano nuovamente il Danubio nella battaglia di Elchingen per tagliare la linea d'avanzata verso la Moravia.

## Battaglia
Il 14 ottobre Soult e i suoi 25.440 uomini e 51 cannoni erano sul posto, organizzando un bombardamento di artiglieria della città e inviando due lettere al suo governatore, Karl Spangen. Spangen credeva che i francesi avrebbero portato avanti la loro minaccia di bombardare la città e si arrese e i suoi 4.500 uomini e 9 cannoni, per una perdita di soli 16 uomini di Soult. Dopo che Memmingen fu catturata, Ulma fu completamente circondata sulla parte destra. L’artiglieria di Soult fu in grado di fermare tutti i tentativi austriaci di unire gli eserciti di Ulma e del Tirolo, disperdendo una colonna di austriaci tra Leutkirch e Wurzbach, il 19 ottobre.